# İbrahim Dağaşan
İbrahim Dağaşan est un joueur de football turc né à Angers en France le 15 juin 1984. Il évolue au poste de milieu de terrain avant de devenir entraaîneur.
Il joue notamment à Bursaspor, Sivasspor et Antalyaspor.
Il dispute 2 matchs en Ligue des champions et 2 matchs en Ligue Europa avec le club de Sivasspor.